# 恋想リレーション
『恋想リレーション』（れんそうリレーション）は、2015年5月29日にLump of Sugarより発売されたアダルトゲーム。

## 概要
2015年4月24日、Lump of Sugarはブランド設立10周年を記念して、3つの新作タイトルを発売する「Lump of Sugar 10th Anniversaryプロジェクト」を発表した。本作はその第1弾として発売された（残り2作は『コドモノアソビ』と『タユタマ2 -you're the only one-』）。
2022年3月25日、『ランプオブシュガーこれくしょん 「恋想リレーション」』として再版された。

## あらすじ
桜坂 慎之助はフィクションを愛好するあまり、そこからさまざまなことを考える癖がついてしまい、周囲から妄想家とみなされていた。
受験に失敗していたところ、担任教師から名門校である天海学院の受験を勧められ、慎之助は見事合格する。

## システム
プレイヤーはヒロインとの会話やイベントシーンを通じて「検索ワード」を入手し、これらのワードは妄想検索エンジン「Doosle（ドースル）」を用いた未来の連想に用いることができる。
「検索ワード」はテキスト内に赤い字で表示され、「検索ワード」が現れると画面右下のリングコマンドに電球のマークが表示され、検索ワードを一時的に保管することができる。
「Doosle」に入力できるワード数は3つまでであり、選んだワードの内容や未来の連想によって物語が分岐する仕組みとなっている。
なお、収集した検索ワードは観賞モード「想像ノート」に保管されるほか、後日談等は観賞モードから見ることができる。
また、ルートが確定した時はリングコマンドに視聴率100%の文字が表示される。
公式ウェブサイトでは製品版向けに検索ワード機能を単純化した『妄想検索エンジンKoosle』パッチが配布されている。このパッチを適用すると検索ワードがなくても妄想検索できる一方、修正パッチとの併用ができないほか、個別セーブデータが使えなくなるなどの制約がある。

## 登場人物

### メインキャラクター
桜坂 慎之助
本作の主人公。フィクションを愛好するあまり、妄想する癖がついてしまう。その一方、記憶力が乏しく、受験に失敗続きだった。「Doosle」に入力できるワード数に制限があるのは、彼の記憶力の悪さに由来する。
千石 唯華（せんごく いちか）
声- 夏峰いろは
天海学院4回生。才色兼備だが、あまりの毒舌家ゆえに近寄る者がおらず、クラスでも浮いた存在となっている。計画を立てることにこだわっている。
行きつけの駄菓子屋で売られている鈴カステラを好む。
御厨 陽葵（みくりや ひまり）
声- 相模恋
天海学院4回生。慎之助の家の隣にあるマンションに下宿しており、部屋が真向い同士だったことから入学前から顔見知りであった。
不器用なところがあり、自己評価は低かったが、天海学院に入れたことに感謝している。
駄菓子屋でアルバイトをしている。
桜坂 由羽子（さくらざか ゆうこ）
声- SAKURA
天海学院3回生で、慎之助の従妹にあたる。かなりの世話焼きで、慎之助の部屋を掃除したがるため、慎之助からは隠していたエロ本などを暴かれるのではないかと思われている。
勉強はそこまで得意ではなく、天海学院に合格できたのも自らの努力と亜衣子の援助によるものである。
アリサ・ガーランド
声- 沢澤砂羽
天海学院4回生。天海学院の開設を知り、海外から来日してきた。陽葵の上の部屋に下宿している。嘘をつくことが苦手とする一方、めげない性格をしている。唯華をよきライバルとして見ており、毒舌にめげることなく、仲良くしようと積極的に声をかけ続けている。当初唯華からは「欧米」と呼ばれていたが、次第に「米」と略され、最終的には「※」と呼ばれている。

### サブキャラクター
沢村 涼（さわむら りょう）
声- 松田理沙
慎之助の友人である、小山田学院1回生。本当は慎之助と同じ学校に行こうとしたが、慎之助が落ちたため、当人以上に残念に思っている。
運動が好きで、休日は慎之助とキャッチボールをして過ごしている。
女性的な容姿をしている。
桜坂 亜衣子（さくらざか あいこ）
声- 秋野花
天海学院3回生で、慎之助の従妹にあたる。双子の妹である由羽子とは対照的に、かなりの怠け者。学校から帰るとすぐに部屋にこもるため慎之助とは直接顔を合わせることはないものの、二人でチャットをして楽しんでいる。
かなりの淋しがり屋という一面もあり、天海学院を受験した理由も、由羽子と一緒にいられるようにするためである。

## 制作スタッフ
- 原画 - 萌木原ふみたけ、ななろば華
- シナリオ - セロリ、assault、保桜
- 制作 - Lump of Sugar

## 主題歌
オープニングテーマ「Lucky Monster」
作詞・作曲・編曲 - 水野大輔 / 歌 - Kicco
エンディングテーマ「いつまでもどこまでも」
作詞・作曲・編曲 - 水野大輔 / 歌 - Kicco

## 評価
「電撃姫.com」は体験版について、「検索ワードシステが意外と難しかったが、その分個別ルートに入ったときの達成感が大きかった。」と評した。